# Papuanella rufilis
Papuanella rufilis är en insektsart som beskrevs av Medler 1989. Papuanella rufilis ingår i släktet Papuanella och familjen Flatidae. Inga underarter finns listade i Catalogue of Life.